# 柴壁の戦い
柴壁の戦い（さいへきのたたかい）は、中国の五胡十六国時代末期の402年5月に北魏と後秦との間で起こった合戦である。柴壁とは現在の山西省臨汾市襄汾県である。

## 概要

### 合戦まで
建元19年（383年）、前秦が淝水の戦いで東晋に大敗を喫して弱体化すると、配下部族の自立が相次いだ。その中で羌の姚萇が後秦を、代の皇族の生き残りであった拓跋珪（道武帝）が北魏を建国して自立する。後秦は姚萇、その息子の姚興の時代にかけて旧主の苻堅をはじめとする苻氏一党を殺戮して前秦を滅ぼし、さらに後仇池・西秦・東晋なども圧迫して勢力を拡大した。一方の北魏も後燕を滅ぼして勢力を拡大していた。
華北の二大勢力となった両国は、やがてオルドスの支配をめぐって衝突する。この時は後燕と衝突していた北魏が敗れてオルドスは後秦に奪われた。

### 柴壁の戦い
天興5年（402年）5月、後秦の姚興は弟の姚平を派遣して北魏領の平陽を攻撃させた。これに対して北魏は道武帝が親征して平陽南部の柴壁で姚平軍を包囲した。これを知った後秦も姚平救援のため、姚興自らが親征したが、救出することはかなわず、姚平軍は北魏により全滅させられた。

## 戦後の影響

### 後秦
柴壁の戦いの後も、後秦と北魏は衝突するが、この戦いにおける両国の力関係の逆転は明らかであった。ただし両国共に決め手に欠けたため、弘始9年（407年）に関係を改善している。ただし後秦の衰退はこの柴壁の戦いを契機として始まり、弘始9年（407年）6月には夏が、弘始11年（409年）7月には西秦がそれぞれ自立し、さらに後仇池の圧迫と東晋の劉裕による圧力を受けて国勢は急速に衰えた。

### 北魏
勝利した北魏側だが、こちらも後燕や北燕・南燕と敵対し、さらに東晋からの圧力、そして北方の高車や柔然の攻勢に加えて、天賜6年（409年）に道武帝が次男の拓跋紹に殺害された事もあり、ひとまず後秦への攻勢は控えている。とはいえこの戦いで後秦が衰退した後は、夏を除いて北魏と軍事力で拮抗できる勢力は消え失せる事となり、実質的に華北統一の布石となった。